# World Hockey Association
La World Hockey Association o WHA (en francés Association Mondiale de Hockey, en español Asociación Mundial de Hockey) fue una liga profesional de hockey sobre hielo celebrada con equipos de Estados Unidos y Canadá desde 1972 hasta 1979. Fue la primera liga que se atrevió a competir directamente con la National Hockey League desde la Western Hockey League, y a pesar de su corta duración fue la que más repercusión logró en América del Norte en cuanto a ligas desaparecidas se refiere.
A modo de atraer al público, la WHA contó con equipos en ciudades donde no estaba presente la NHL y apostó por atraer a los mejores jugadores, con mayores pagos y salarios y contratos de jugadores procedentes de todo el mundo. Sin embargo, la WHA atravesó problemas financieros, los cuales terminaron con la absorción del campeonato por parte de la NHL.
Tras su desaparición en 1979, cuatro equipos de la WHA pasaron a la NHL: Edmonton Oilers, Winnipeg Jets, Quebec Nordiques y New England Whalers. Tres de esos equipos, excluyendo los Oilers, trasladaron a otras ciudades durante la década 1990, pero la ciudad de Winnipeg recibió un nuevo equipo para la temporada 2011–12 de la NHL.

## Historia

### Orígenes de la WHA
La World Hockey Association fue creada por los promotores estadounidenses Dennis Murphy y Gary Davidson, fundador y presidente de la American Basketball Association respectivamente. Ambos lograron atraer al inversor canadiense Bill Hunter en el asunto, logrando así una importante presencia en ciudades canadienses como Calgary, Edmonton, Saskatoon y Winnipeg que ayudaron a la creación del nuevo campeonato.
La WHA se estrenaría con importantes normas que marcaban diferencias con la NHL, tales como las franquicias en nuevas ciudades, la libertad a la hora de pagar salarios a los jugadores y la retirada de la reserve clause. Esto llamó la atención de varios jugadores de la NHL y seguidores del hockey sobre hielo, por lo que la NHL contraatacó ampliando su campeonato a dos equipos más: New York Islanders y Atlanta Flames.
En noviembre de 1971 la WHA anunció oficialmente doce equipos para el primer campeonato. Varios equipos estaban situados en ciudades que no poseían su propio equipo de hockey como Ottawa o Miami, y otras en las que ya existía más de un equipo, tales como Nueva York, Chicago o Los Ángeles. Sin embargo, varios problemas con traslados de franquicias o incluso la desaparición de algunas de las fundadoras (como los Miami Screaming Eagles), que tuvieron que ser reemplazadas por otras, provocaron el retraso de la competición.
La mayoría de los jugadores del primer campeonato procedían de ligas menores de hockey o jugadores de la NHL que no tenían minutos en sus clubes, pero la situación dio un giro inesperado en 1972. Bobby Hull, que por entonces estaba considerado como uno de los mejores extremo izquierda del momento, llegó a asegurar irónicamente, con respecto a unos rumores sobre un posible traspaso debido a un malestar con su salario, que solo se marcharía a la WHA si le pagaran un millón de dólares, cifra por entonces considerada astronómica en los contratos de la época. Sorprendentemente, una de las franquicias canadienses (Winnipeg Jets) ofreció un contrato de un millón de dólares al año durante cinco años más una bonificación al firmar de un millón más, y Hull firmó sin dudar por el nuevo club. El fichaje de Hull fue el detonante de más contrataciones de estrellas de la NHL por parte de la WHA.

### Desarrollo
El campeonato comenzó oficialmente el 11 de octubre de 1972 con un partido en Ottawa entre Alberta Oilers y Ottawa Nationals, y la primera franquicia vencedora del trofeo de Liga fue New England Whalers. Sin embargo, el equipo de Nueva Inglaterra no pudo levantar su trofeo de campeones debido a que el World Trophy -equivalente a la Stanley Cup en la NHL- no había sido terminado por completo. Los doce equipos debutantes durante la temporada 1972-73 fueron los siguientes:
- Alberta Oilers
- Chicago Cougars
- Cleveland Crusaders
- Houston Aeros
- Los Angeles Sharks
- Minnesota Fighting Saints
- New England Whalers
- New York Raiders
- Ottawa Nationals
- Philadelphia Blazers
- Quebec Nordiques
- Winnipeg Jets

Posteriormente la WHA obtendría un patrocinio de su campeonato por parte de la empresa financiera Avco, que dio nombre al trofeo de liga (Avco World Trophy). El campeonato tendría varios problemas nada más comenzar tales como la retirada de franquicias antes del campeonato, a las que se sumarían los problemas que padecían las franquicias que tenían competencia en la NHL, como los New York Raiders o de Toronto Toros, que no pudo competir frente a Toronto Maple Leafs y terminó trasladándose a Birmingham (Alabama). Por otra parte, los salarios pagados a los jugadores comenzaron a hacer mella en algunas franquicias que no pudieron afrontarlas. Uno de los nuevos clubes de años posteriores, los Philadelphia Blazers, llegó a fichar a Derek Sanderson por 2.6 millones de dólares. El bajo rendimiento del jugador y las lesiones hicieron que Philadelphia no pudiera rentabilizar la contratación, y terminó provocando el traslado de la franquicia a Vancouver.
En 1974 la WHA decidió permitir la contratación de jugadores extranjeros de otras ligas que hasta entonces habían sido ignorados en las grandes ligas de hockey. El campeonato fue el primero en introducir en América del Norte a estrellas en países como Suecia, Finlandia o incluso del "Telón de Acero" como Checoslovaquia, y logró atraer la atención de medios europeos interesados en seguir la evolución de sus jugadores nacionales. El equipo más beneficiado fue Winnipeg Jets, que formó una línea de ataque con Bobby Hull y los suecos Anders Hedberg y Ulf Nilsson que le dio al club tres títulos. Además, se amplió el número de franquicias participantes a catorce.

### Declive y absorción
La enorme cuantía de los salarios llegó a provocar estragos en la mayoría de franquicias que terminaron amenazando la continuidad de la WHA debido a la falta de participantes, ya que la liga bajó a doce participantes en 1976, ocho en 1977 y tan solo siete durante su última temporada en 1978. Las dos últimas temporadas de la WHA vieron sin embargo el nacimiento de grandes jugadores y futuras estrellas de la NHL tales como Wayne Gretzky, Mark Messier y Mike Gartner entre otros.
La última temporada, la 1978-79, vio como Houston se retiraba antes de comenzar el campeonato y la desaparición de Indianapolis Racers durante el transcurso del mismo. Tras varias negociaciones, la WHA finalmente acordó ser absorbida por la NHL a partir de la temporada 1979-80. Cuatro de los clubes de la WHA (Edmonton Oilers, New England Whalers, Winnipeg Jets y Quebec Nordiques) pasaron a la National Hockey League, mientras que las dos franquicias restantes (Birminghan Bulls y Cincinnati Stingers) recibieron 1.5 millón de dólares cada uno en compensación. La NHL trató el tema como una expansión, por lo que las nuevas franquicias tuvieron que pagar, y se negó a reconocer los títulos y récords obtenidos por cualquiera de estos equipos cuando jugaron en la WHA, además de tener que someterse al tope salarial de la Liga Nacional.

### Repercusión
Los equipos procedentes de la WHA pudieron competir de igual a igual con los de la NHL cuando se establecieron en el nuevo campeonato, y algunos equipos como los Edmonton Oilers liderados por Wayne Gretzky llegaron a hacerse con la Stanley Cup durante varias temporadas. La NHL tomó varias virtudes de la WHA, y comenzó a reclutar a jugadores extranjeros (es decir, no procedentes ni de Estados Unidos ni de Canadá), permitir un salario mayor para los jugadores y una mayor oportunidad para los jugadores jóvenes y nuevas promesas. También ayudó a plantear la posibilidad de permitir el establecimiento de nuevas franquicias en otras ciudades y estados con el paso de los años.
Actualmente, de los cuatro equipos procedentes de la WHA, solo uno (Edmonton Oilers) permanece en su ciudad original, ya que durante la década de 1990 los tres equipos restantes se trasladaron a otras ciudades. En 1995 la franquicia de Quebec Nordiques se mudó a Denver para crear Colorado Avalanche. En 1996 los Winnipeg Jets se mudaron a Phoenix para crear los Phoenix Coyotes, y en 1997 Hartford Whalers se marchó a Carolina del Norte para pasar a ser Carolina Hurricanes. En 1998 los Oilers estuvieron a punto de trasladarse a Houston, pero la compra del equipo por parte de un grupo de inversores de Edmonton permitió que el equipo permaneciese en la ciudad. En el caso de Colorado Avalanche, el equipo ganó la Stanley Cup en el año de su debut.

## Palmarés
El World Trophy (Trofeo mundial) es el trofeo que se lleva el campeón de los playoff de la WHA. Durante las siete temporadas que se disputaron, los campeones fueron los siguientes.
| Temporada | Campeones           | Finalistas          | Partidos |
| --------- | ------------------- | ------------------- | -------- |
| 1972-73   | New England Whalers | Winnipeg Jets       | 4–1      |
| 1973-74   | Houston Aeros       | Chicago Cougars     | 4–0      |
| 1974-75   | Houston Aeros       | Quebec Nordiques    | 4–0      |
| 1975-76   | Winnipeg Jets       | Houston Aeros       | 4–0      |
| 1976-77   | Quebec Nordiques    | Winnipeg Jets       | 4–2      |
| 1977-78   | Winnipeg Jets       | New England Whalers | 4–0      |
| 1978-79   | Winnipeg Jets       | Edmonton Oilers     | 4–2      |

### Número de títulos
- 3 títulos: Winnipeg Jets
- 2 títulos: Houston Aeros
- 1 título: New England Whalers y Quebec Nordiques

## Trofeos
Durante sus siete temporadas, la WHA otorgaba los siguientes trofeos:

### De equipo
- Avco World Trophy: Trofeo para los campeones en los playoff.

### Individuales
- Gary L. Davidson Award o Gordie Howe Trophy: Premio al jugador más valioso de la temporada regular.
- Bill Hunter Trophy: Premio al mayor anotador en la temporada regular.
- Lou Kaplan Trophy: Novato del año.
- Ben Hatskin Trophy: Mejor portero.
- Dennis A. Murphy Trophy: Mejor defensa.
- Paul Deneau Trophy: Premio al juego limpio otorgado a un jugador.
- Howard Baldwin Trophy: Entrenador del año.
- WHA Playoff MVP: Premio al jugador más valioso de los playoff.

Estos trofeos no están reconocidos por la NHL en su palmarés.

## Franquicias participantes[3]

### Pasaron a la NHL
- Alberta Oilers (1972-79), pasaron a ser Edmonton Oilers desde 1973 hasta la fecha de hoy
- New England Whalers (1972-79); trasladó a Raleigh en el año 1997 como los Carolina Hurricanes.
- Quebec Nordiques (1972-79); trasladó a Denver en el año 1995 como la Colorado Avalanche.
- Winnipeg Jets (1972-79); trasladó a Phoenix en el año 1996 como los Arizona Coyotes (Phoenix Coyotes entre 1996 y 2014).

### Desaparecidas
- Chicago Cougars (1972-75)
- Cincinnati Stingers (1975-79)
- Cleveland Crusaders (1972-76)
- Denver Spurs (1975-76) / Ottawa Civics (1976)
- Houston Aeros (1972-78)
- Indianapolis Racers (1974-78)
- Los Angeles Sharks (1972-74) (pasaron a ser Michigan Stags en 1974 y Baltimore Blades en 1975)
- Minnesota Fighting Saints (1972-77)
- New York Raiders (1972-73). Pasaron a llamarse New York Golden Blades, New Jersey Knights en 1973 y San Diego Mariners desde 1974 hasta 1977)
- Ottawa Nationals (1972-73). Pasaron a ser Toronto Toros (1973-76) y Birmingham Bulls (1976-79)
- Philadelphia Blazers (1972-73). Pasaron a ser Vancouver Blazers (1973-75) y Calgary Cowboys (1975-77)
- Phoenix Roadrunners (1974-77)

### No llegaron a debutar
- Calgary Broncos (Se trasladaron a Cleveland)
- Dayton Aeros (Se trasladaron a Houston)
- Miami Screaming Eagles (Su lugar fue ocupado por Philadelphia Blazers)
- San Francisco Sharks (Su lugar fue ocupado por Winnipeg Jets)